# Rudolf Ernst Wiesner
Rudolf Ernst Wiesner (* 11. Dezember 1890 in Alexanderfeld bei Bielitz, Österreichisch-Schlesien; † 14. Juni 1973 in Fritzlar) war ein deutscher Politiker (JdP, NSDAP) in der Zweiten Polnischen Republik und im NS-Staat sowie SS-Oberführer. Er war von 1935 bis 1939 Mitglied des Polnischen Senats und von 1940 bis 1945 Mitglied des Reichstags.

## Leben und Wirken
Wiesners Heimatort im Bielitzer Gebiet gehörte bis zum Ende des Ersten Weltkriegs 1918 zu Österreichisch-Schlesien bzw. den Ländern der Böhmischen Krone und kam nach dem Vertrag von Saint-Germain ab 1920 zur neuen polnischen Woiwodschaft Schlesien. Nach dem Besuch der Volksschule in Alexanderfeld und der Staatsoberrealschule in Bielitz wurde Wiesner an der Technischen Hochschule Graz zum Bauingenieur ausgebildet und schloss mit der Diplomprüfung ab. Während seines Studiums wurde er 1911 Mitglied der Akademischen Burschenschaft Marcho-Teutonia Graz. Im Ersten Weltkrieg diente Wiesner von 1914 bis 1918 in der Feldartillerie der Gemeinsamen Armee Österreich-Ungarns, zuletzt als Oberleutnant. Von November 1918 bis Oktober 1919 war er in italienischer Kriegsgefangenschaft. 
Von 1920 bis 1929 arbeitete er als Oberingenieur in einem Industriebauunternehmen. Von 1922 bis 1934 gehörte er dem Gemeinderat von Bielitz an, von 1934 bis 1939 war er dort Vizebürgermeister. Wiesner war Gründungsmitglied und ab 1923 Vorsitzender des Deutschen Nationalsozialistischen Vereins für Polen. Dieser benannte sich 1931 in Jungdeutsche Partei in Polen um und dehnte seine Aktivität vom Bielitzer Gebiet auf die ganze  Woiwodschaft Schlesien und schließlich auch auf andere Teile Polens mit deutscher Bevölkerung aus. 1935 wurde er vom polnischen Staatspräsidenten Ignacy Mościcki zum Vertreter der deutschen Minderheit im Polnischen Senat ernannt, an dem Titel Senator hielt er auch noch nach der deutschen Besetzung Polens fest. Im August 1939 wurde er von den polnischen Behörden verhaftet. 
Nach dem deutschen Überfall auf Polen wurde er befreit und zum Oberführer der SS ernannt (SS-Nummer 365.138). Der deutsche Gouverneur im besetzten Polen, Hans Frank, holte Wiesner in die Hauptabteilung Innere Verwaltung der Besatzungsverwaltung im Generalgouvernement. Er wurde am 7. Juli 1940 als Abgeordneter in den nationalsozialistischen Reichstag berufen, in dem er bis zum Ende der NS-Herrschaft im Frühjahr 1945 den Wahlkreis Schlesien vertrat.